# Joannes van Doetecum de Oude
Joannes van Doetecum de Oude (Deventer, 1530 – Haarlem, 1605), ook bekend als Joannes van Doetecum (I), was een Nederlandse graveur en cartograaf. Hij is bekend van zijn etsen die geïnspireerd zijn op werken naar genretaferelen van Pieter Bruegel de Oude en van zijn kaarten van verschillende Nederlandse steden.
Zijn naam wordt ook wel geschreven als Duetecum, Van Doetechum, Van Deutecom, Van Duettekom of À Dotecom. Zijn voornaam soms als Johannes, Johannis, Johan, Joan of Jan.
Joannes van Doetecum was een zoon van de glazenmaker Jan van Doetecum, ook Ter Heghe geheten, en diens echtgenote Aeltken. In zijn jonge jaren was hij evenals zijn vader glazenmaker, maar het bedrijf in de Engestraat werd voortgezet door zijn broer Bartholt.
Joannes verhuisde naar Haarlem in 1578. Met zijn broer Lucas van Doetecum werkte hij samen aan vele prentenseries.
Hij trouwde in 1551 te Deventer met Hilleken Derricksen († 1602). Enkele zoons waren eveneens bekende grafisch kunstenaars:
- Baptista (van) Doetecum (ca. 1555 – Deventer, ca. 1611), cartograaf, kopergraveur, etser, uitgever, boekverkoper, typograaf, illuminator[4][5][6]
- Joannes van Doetecum (II) (Deventer, ca. 1558 – Rotterdam, nov. 1630) prentkunstenaar, cartograaf, kopergraveur, etser, uitgever, prentendrukker.[7][8]
- Peter van Doetecum (Deventer ca. 1560 - Deventer, ca. 1608/1609), glasschilder[9]

## Werk

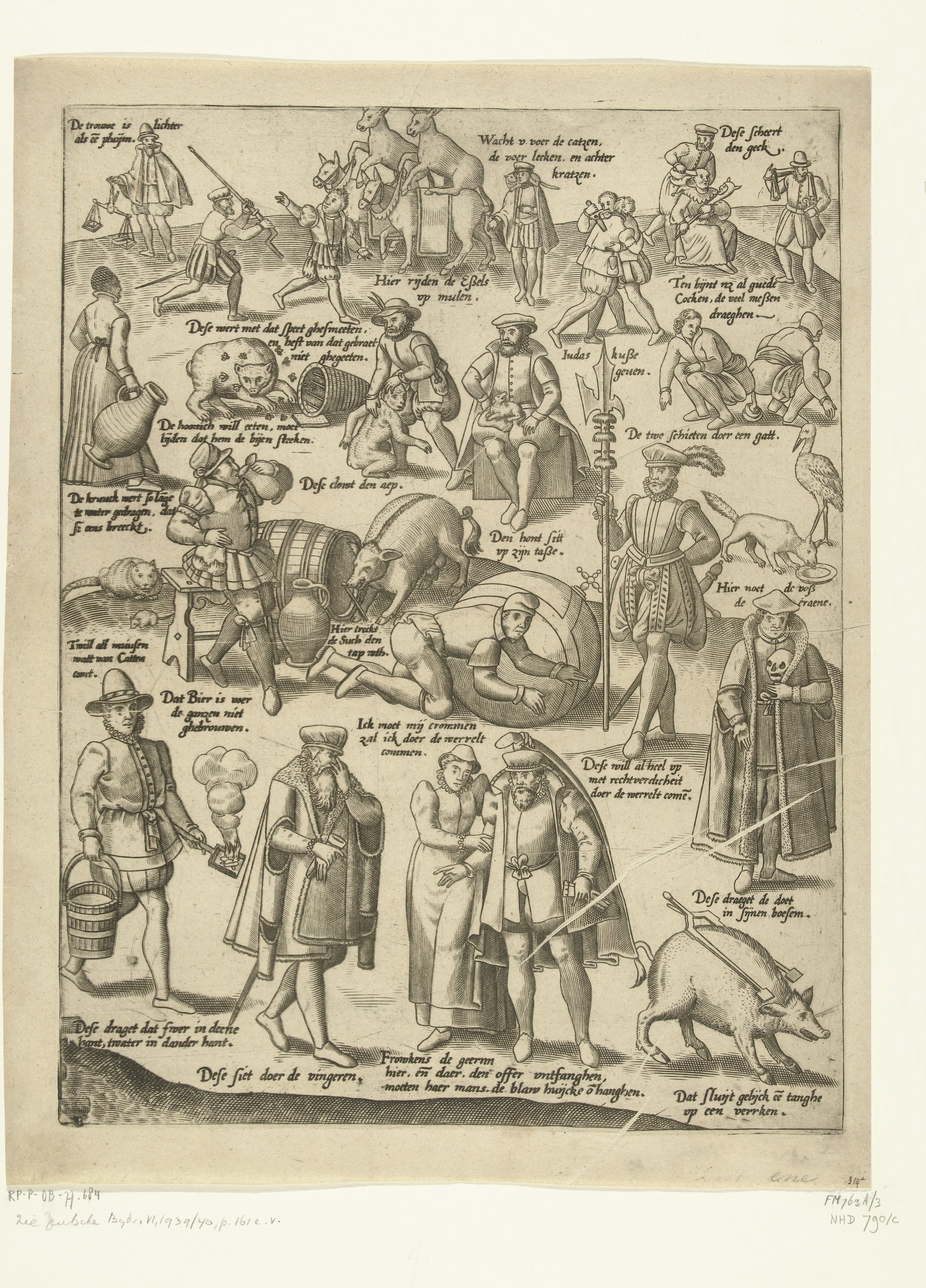
De Blauwe Huyck, naar Pieter Brueghel de Oude
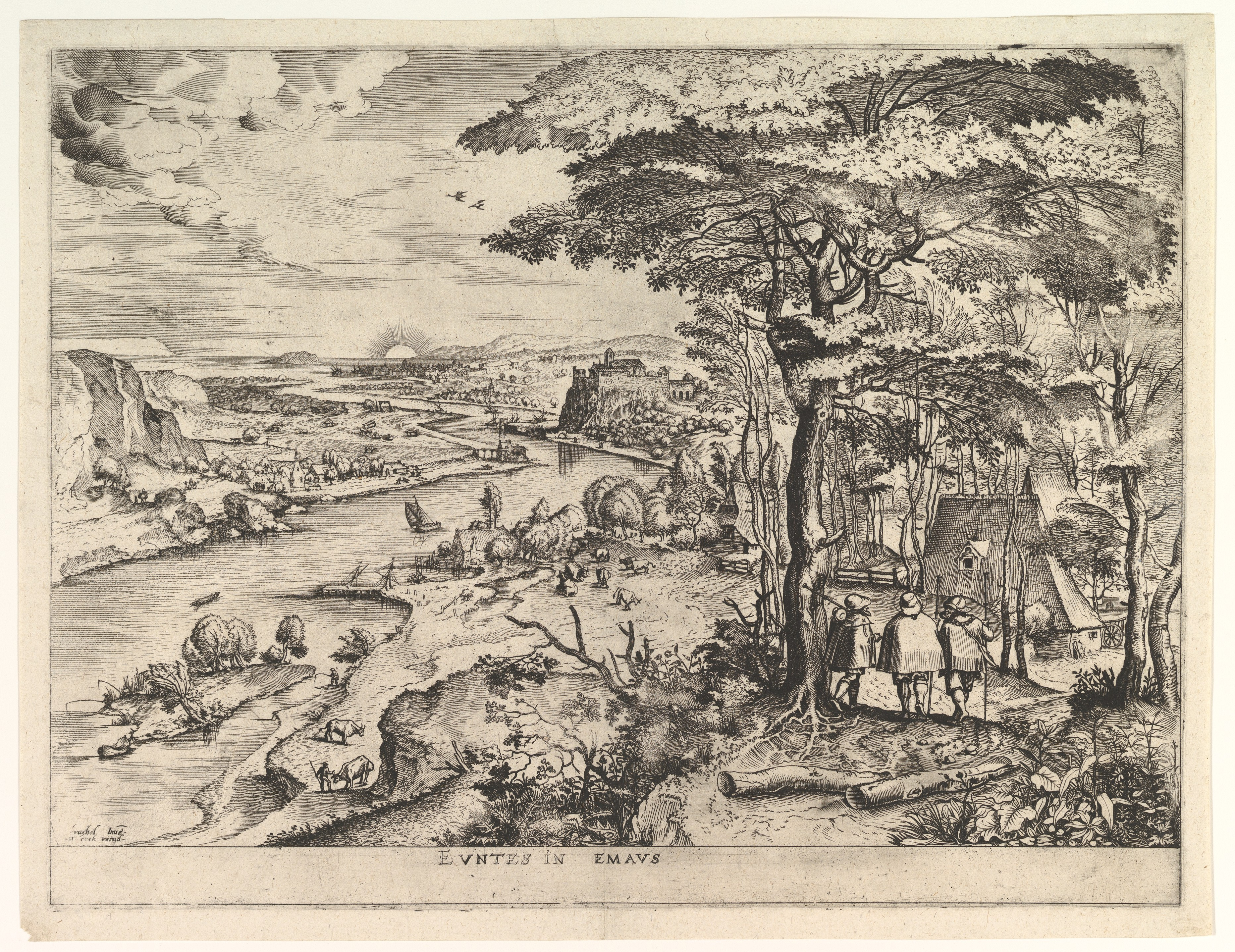
Euntes in Emaus, naar Pieter Brueghel de Oude
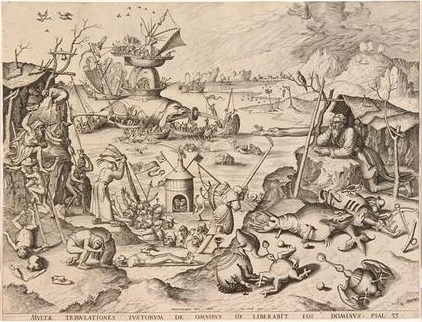
De beproeving van de Heilige Antonius, naar Jheronimus Bosch

- Bibsys: 10010884
- Biblioteca Nacional de España: XX1353326
- Bibliothèque nationale de France: cb15327232n (data)
- Digitale Bibliotheek voor de Nederlandse Letteren: doet003
- Gemeinsame Normdatei: 121097552
- International Standard Name Identifier: 0000 0003 8300 0171
- KulturNav: e0be85b9-24ed-4fca-8b58-68f4e3d7dc03
- Library of Congress Control Number: nr93014478
- Nationale Bibliotheek van Tsjechië: ntk20191052288
- Nationale Bibliotheek van Israël: 987007310674705171
- Nationale en Universitaire bibliotheek Zagreb: 000155494
- Nederlandse Thesaurus van Auteursnamen: 175808619
- RKD-Nederlands Instituut voor Kunstgeschiedenis: 23488
- LIBRIS: 318966
- Système universitaire de documentation: 161834981
- Union List of Artist Names: 500055787
- Virtual International Authority File: 284000792